# Brigitte Kuhlmann
Brigitte Kuhlmann (* 19. Januar 1947 in Hannover; † 4. Juli 1976 in Entebbe), Kampfname Halima, war eine deutsche Terroristin der Revolutionären Zellen. Sie wurde 1976 bei der Operation Entebbe in Uganda getötet.

## Leben
Brigitte Kuhlmann wurde als Tochter eines Elektroinstallateurs geboren, der starb, als sie sieben Jahre alt war. Sie wuchs zunächst in Hannover-Mitte, dann an der Hildesheimer Straße im Stadtteil Wülfel auf. Sie besuchte das Gymnasium Goetheschule, verließ es jedoch vor dem Abitur, bezog eine eigene Wohnung in Wülfel und begann eine Ausbildung zur Rechtsanwaltsgehilfin in Hildesheim. Am Wochenende kümmerte sie sich im hannoverschen Annastift um Behinderte. Sie bezog mit ihrem Freund eine Wohnung in Anderten bei Hannover, holte das Abitur nach und studierte dann Pädagogik an der Pädagogischen Hochschule Hannover.
Anfang der 1970er Jahre zog Kuhlmann nach Frankfurt am Main. Sie wohnte an der Holzhausenstraße im Stadtteil Nordend, schloss sich dort der linksradikalen Szene an, lebte mit Gleichgesinnten – unter anderem Wilfried Böse und Hans-Joachim Klein – in einer Kommune und arbeitete für den Verlag „Roter Stern“, der dort seinen Sitz hatte. In ihrer Freizeit sorgte sie für Körperbehinderte und schrieb Gedichte. Sie wurde Böses Lebensgefährtin, gründete mit ihm die terroristische Vereinigung „Revolutionäre Zellen“ und hatte auch enge Verbindungen zur Rote Armee Fraktion. Sie vermittelte der bereits gesuchten Ulrike Meinhof ein Quartier in Langenhagen, wo diese 1972 verhaftet wurde, nachdem der Wohnungsbesitzer Fritz Rodewald die Polizei informiert hatte. Nach Aussage ihres letzten Lebensgefährten und RZ-Mitglieds Gerd Schnepel war diese Fehleinschätzung ein wichtiges persönliches Motiv für Kuhlmann, durch internationale RZ-Aktionen eine Freipressung Meinhofs und anderer RAF-Mitglieder zu versuchen. Nach Einschätzung von Kuhlmanns Freundin und damaliger RZ-Terroristin Magdalena Kopp sah Kuhlmann in der Zusammenarbeit mit Wadi Haddad günstige Aussichten, ihre inhaftierten deutschen Freunde freipressen zu können. Gemeinsam mit Böse absolvierte sie zu diesem Ziel eine Ausbildung in einem von der Volksfront zur Befreiung Palästinas (PFLP) betriebenen Lager. Seit der OPEC-Geiselnahme von Wien im Dezember 1975, bei der die Täter per Flug über Algerien fliehen konnten, gehörte sie zu den meistgesuchten deutschen Terroristinnen. Nach späteren Aussagen von Hans-Joachim Klein vor Gericht hatte Kuhlmann ihn im Herbst 1975 bei einem Treffen zur Teilnahme an dem Anschlag auf die OPEC-Ministerkonferenz überredet.

## Entführung von Air-France-Flug 139
Zusammen mit Böse und zwei Palästinensern aus der von Wadi Haddad angeführten Terrorgruppe PFLP-EO entführte Kuhlmann am 27. Juni 1976 den Air-France-Flug 139 von Tel Aviv nach Paris: Kurz nach der Zwischenlandung in Athen leiteten sie ihn über Bengasi in das ugandische Entebbe um. Erklärtes Ziel war die Freipressung von insgesamt 53 inhaftierten Gesinnungsgenossen – darunter vor allem in Israel einsitzende Palästinenser, aber auch sechs in der Bundesrepublik Deutschland wegen Mordanschlägen inhaftierte Terroristen einschließlich Jan-Carl Raspe (RAF) und Ralf Reinders (Bewegung 2. Juni).
Das am Flughafen Entebbe um weitere Mitglieder der PFLP-EO vergrößerte Entführerkommando trennte dort die israelischen und jüdischen von den anderen Geiseln und ließ in den darauffolgenden Tagen die meisten Nicht-Israelis und Nicht-Juden, aber auch Juden mit nicht-israelischer Staatsangehörigkeit  frei. Kuhlmanns Verhalten gegenüber den Geiseln während der einwöchigen Aktion wurde später von mehreren Entführungsopfern als besonders feindselig beschrieben, wodurch sie Nazi-Assoziationen weckte. Eine israelische Geisel entwickelte dagegen zur selben Zeit ein fast freundschaftliches Verhältnis zu Kuhlmann und zitierte sie 40 Jahre später mit der Aussage „Schade, dass Sie Israelin sind“.
Bei der Befreiung der Geiseln durch israelische Soldaten wurde Kuhlmann gemeinsam mit sechs PFLP-Terroristen und etwa 20 ugandischen Soldaten erschossen. Sie wurde in Uganda im Rahmen eines Staatsbegräbnisses auf einem Militärfriedhof beerdigt.
Das nach ihrem Kampfnamen benannte „Kommando Märtyrerin Halima“ entführte im Oktober 1977 das Lufthansa-Flugzeug Landshut.

## Rezeption
Im US-Fernsehfilm Unternehmen Entebbe wurde sie von Bibi Besch gespielt, in der 1977 veröffentlichten Fernsehproduktion ...die keine Gnade kennen von Mariclare Costello. Im israelischen Filmdrama Operation Thunderbolt (Mivtsa Yonatan, 1977) über die Geiselbefreiung in Entebbe spielte Sybil Danning die Rolle Kuhlmanns. In der französisch-deutschen Filmbiografie Carlos – Der Schakal (2010) war Katharina Schüttler als Kuhlmann zu sehen. Im amerikanisch-britischen Film 7 Tage in Entebbe (2018) übernahm Rosamund Pike ihre Rolle.